# سينتيا صموئيل
سينتيا روجر صموئيل (23 يونيو 1995-) عارضة أزياء و ممثلة لبنانية.

## مسيرتها
سينتيا روجر صموئيل عارضة أزياء وممثلة لبنانية، فازت بلقب الوصيفة الأولى لملكة جمال لبنان فاليري أبو شقرا وكذلك فازت بلقب ملكة جمال الكون لبنان 2015. لمع نجمها كممثلة في المسلسل اللبناني بيروت سيتي 2018، شاركت في مسلسل خمسة ونص 2019.

## أعمالها

### في التلفزيون
| سنة الإنتاج | اسم المسلسل                                                                         | الشخصية   | |
| ----------- | ----------------------------------------------------------------------------------- | --------- | --- |
| 2018        | بيروت سيتي                                                                          | كارلا     | |
| 2019        | خمسة ونص                                                                            | يارا      | |
| 2020        | من الآخر                                                                            | تارا ماضي | |
| 2020        | ما فيي الجزء الثاني                                                                 | كارين     | |
| 2021        | باب الجحيم                                                                          | عليا      | |
| 2024        | زوجة واحدة لا تكفي                                                                  | يارا      | |
| 2024        | البيت الملعون                                                                       | نورا      | = 1. - سينتيا صموئيل على موقع IMDb (الإنجليزية) - سينتيا صموئيل على موقع قاعدة بيانات الأفلام العربية |
| أيقونة بذرة | هذه بذرة مقالة عن ممثل لبناني أو ممثلة لبنانية بحاجة للتوسيع. فضلًا شارك في تحريرها. |           | |